# Rhyne Williams
Rhyne Williams (Knoxville, 22 de Março de 1991) é um tenista Norte-Americano.
Disputou seu primeiro Grand Slam na categoria de simples em 2012 durante os US Open, perdeu na primeira rodada.

## ATP Tour finais

### Duplas: 1 (0–1)
| Legenda                           |
| --------------------------------- |
| Grand Slam (0–0)                  |
| ATP World Tour Finals (0–0)       |
| ATP World Tour Masters 1000 (0–0) |
| ATP World Tour 500 Series (0–0)   |
| ATP World Tour 250 Series (0–1)   |

| Títulos por Piso |
| ---------------- |
| Duro (0–0)       |
| Saibro (0–0)     |
| Grama (0–1)      |
| Carpete (0–0)    |

| Resultado | N. | Data           | Torneio                                                    | Piso  | Parceiro    | Oponentes                            | Placar                |
| --------- | -- | -------------- | ---------------------------------------------------------- | ----- | ----------- | ------------------------------------ | --------------------- |
| Vice      | 1. | Julho 15, 2013 | Campbell's Hall of Fame Tennis Championships, Newport, EUA | Grama | Tim Smyczek | Nicolas Mahut Édouard Roger-Vasselin | 7-6(7-4), 2-6, [5-10] |

## Finais de ITF e Challenger

### Simples
| Legenda               |
| --------------------- |
| ATP Challenger Series |
| Futures               |

| #            | No. | Data                   | Torneio                    | Piso   | Oponente na Final       | Resultado          |
| Campeão      | 1.  | 3 de Julho de 2007     | Pittsburgh, Estados Unidos | Saibro | Travis Helgeson         | 6-3, 5-7, 6-2      |
| Vice-Campeão | 1.  | 11 de Julho de 2010    | Pittsburgh, Estados Unidos | Saibro | Adam El Mihdawi         | 3-6, 6-7(6-8)      |
| Campeão      | 2.  | 3 de Julho de 2011     | Innisbrook, Estados Unidos | Saibro | Artem Ilyushin          | 4-6, 6-2, 7-5      |
| Vice-Campeão | 2.  | 17 de Setembro de 2011 | Toronto, Canadá            | Dura   | Jesse Levine            | 1-6, 0-6           |
| Vice-Campeão | 3.  | 5 de Fevereiro de 2012 | Palm Coast, Estados Unidos | Saibro | Jason Kubler            | 2-6, 3-6           |
| Campeão      | 3.  | 3 de Junho de 2012     | Madri, Espanha             | Saibro | Sergio Gutierrez-Ferrol | 6-7(7-4), 6-2, 6-1 |